# إيلين ميلفيل
إيلين ميلفيل (بالإنجليزية: Ellen Melville) هي محامية نيوزيلندية، ولدت في 13 مايو 1882 في مقاطعة نورثلاند في نيوزيلندا، وتوفيت في 27 يوليو 1946 في Remuera ‏ في نيوزيلندا.